# Оноре III
Оноре III (фр. Honoré III; 10 листопада 1720 — 21 березня 1795, Париж) — п'ятий князь Монако, що правив в 1732—1793 роках.

## Біографія
Оноре III був сином спадкової принцеси Монако Луїзи-Іполіти та її чоловіка, аристократа з Нормандії, Жака де Матіньйона. Батьки Оноре одружилися в 1715 році, і після смерті останнього чоловічого представника правлячої в Монако старшої лінії династії Грімальді, батька Луїзи-Іполіти, князя Антуана I, Жак де Матиньон з дружиною і дітьми в 1731 році переїжджає з Парижа в Монако і бере в свої руки правління князівством. Для офіційного затвердження главою держави він повинен був, однак, прийняти прізвище Грімальді та її родинний герб.
Прибуття принцеси Луїзи-Іполіти жителі князівства, монегаски, зустріли із захопленням, проте її чоловікові вони не довіряли, вбачаючи в ньому лише чужинця, який шукає влади. Особливо загострилася ситуація в князівстві після смерті в грудні 1731 Луїзи-Іполіти. Нездатний протистояти налаштованому проти нього корінному населенню, Жак I в травні 1732 складає з себе владу і фактично передає її в своєму синові Оноре. Сам же князь їде до Франції і живе поперемінно то у Версалі, то в Парижі. Таким чином, Оноре III стає князем у віці 11 років (офіційно — з 7 листопада 1733 року, коли Жак I офіційно відрікається від трону).
Оноре III мало займався справами князівства. Так як він вступив на престол неповнолітнім, в Монако замість нього правив регент — Антуан-Шарль (на прізвисько «шевальє Грімальді»), позашлюбний син князя Антуана I. У молодості Оноре III робить кар'єру, служачи у французькій армії, що зміцнило давні зв'язки між правлячими будинками Франції та Монако. Коли під час війни за австрійську спадщину князівство було обложено австро-сардинською армією, на допомогу Монако Франція послала свої війська. Оноре III повернувся в Монако лише в 1784 році, після смерті Антуана-Шарля, який керував князівством від його імені .
У 1757 році, 5 липня Оноре III одружується з італійської аристократкою Марією-Катериною де Бріньоль-Саль, від якої мав двох синів — спадкоємця престолу Оноре IV (1758—1819) і Жозефа (1767—1816). У 1770 році він розлучається з Марією-Катериною.
Протягом всього XVIII століття представники династії Грімальді підтримували близькі стосунки з французькими королями Людовиком XV і Людовіком XVI, що було взаємовигідно — князі Монако володіли у Франції значними володіннями і феодальними правами, в той же час такий зв'язок дозволяв Франції впливати на події в князівстві.
Після Великої французької революції 1789 року Оноре III втратив у Франції всі свої особливі права, його землі були конфісковані. Після проголошення Франції республікою і повалення короля в 1792, під впливом цих подій в Монако виникає Республіканська партія, яка вимагала ліквідації князівської влади і з'єднання Монако з Францією. Оноре III не міг протистояти підтриманим Французькою республікою заколотникам. У 1793 році князівство було анексовано Францією, сам же Оноре III — арештований і поміщений в одну з паризьких в'язниць, де він в 1795 році і помер.
Дружина його молодшого сина Жозефа була страчена (гільйотинована), інші ж члени сім'ї Грімальді також або перебували в ув'язненні (як його старший син Оноре IV), або матеріально бідували у Франції. Лише в 1814 році, з поверненням до влади у Франції Бурбонів, хворий Оноре IV був звільнений і повернув собі батьківську спадщину в Монако.

## Герб
Червоні ромби на білому тлі. Девіз роду Гарімальді: «Deo Juvante» (лат. З Божою поміччю).